# Thecla hemon
Thecla hemon är en fjärilsart som beskrevs av Pieter Cramer 1775. Thecla hemon ingår i släktet Thecla och familjen juvelvingar. Inga underarter finns listade i Catalogue of Life.

## Bildgalleri

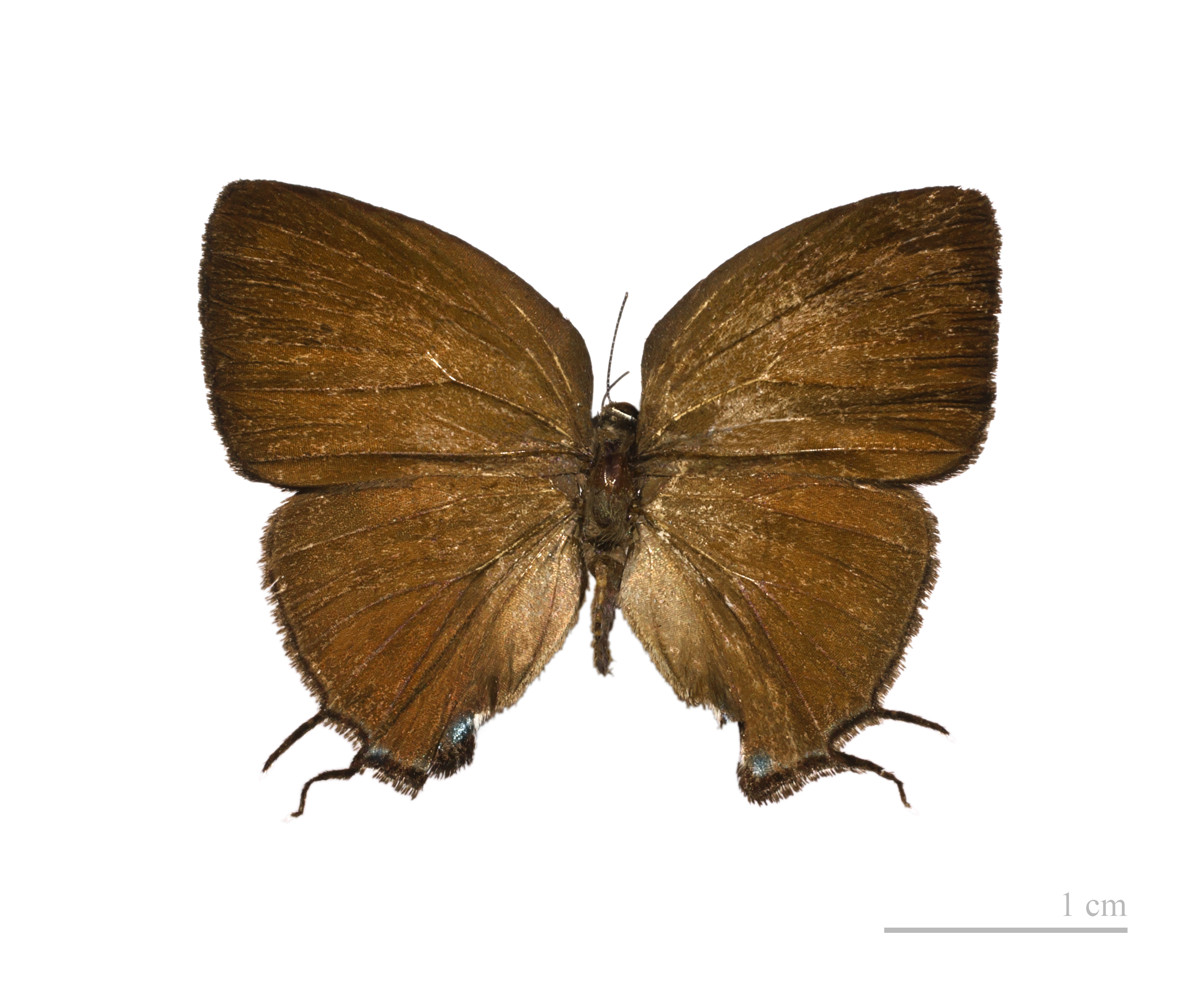
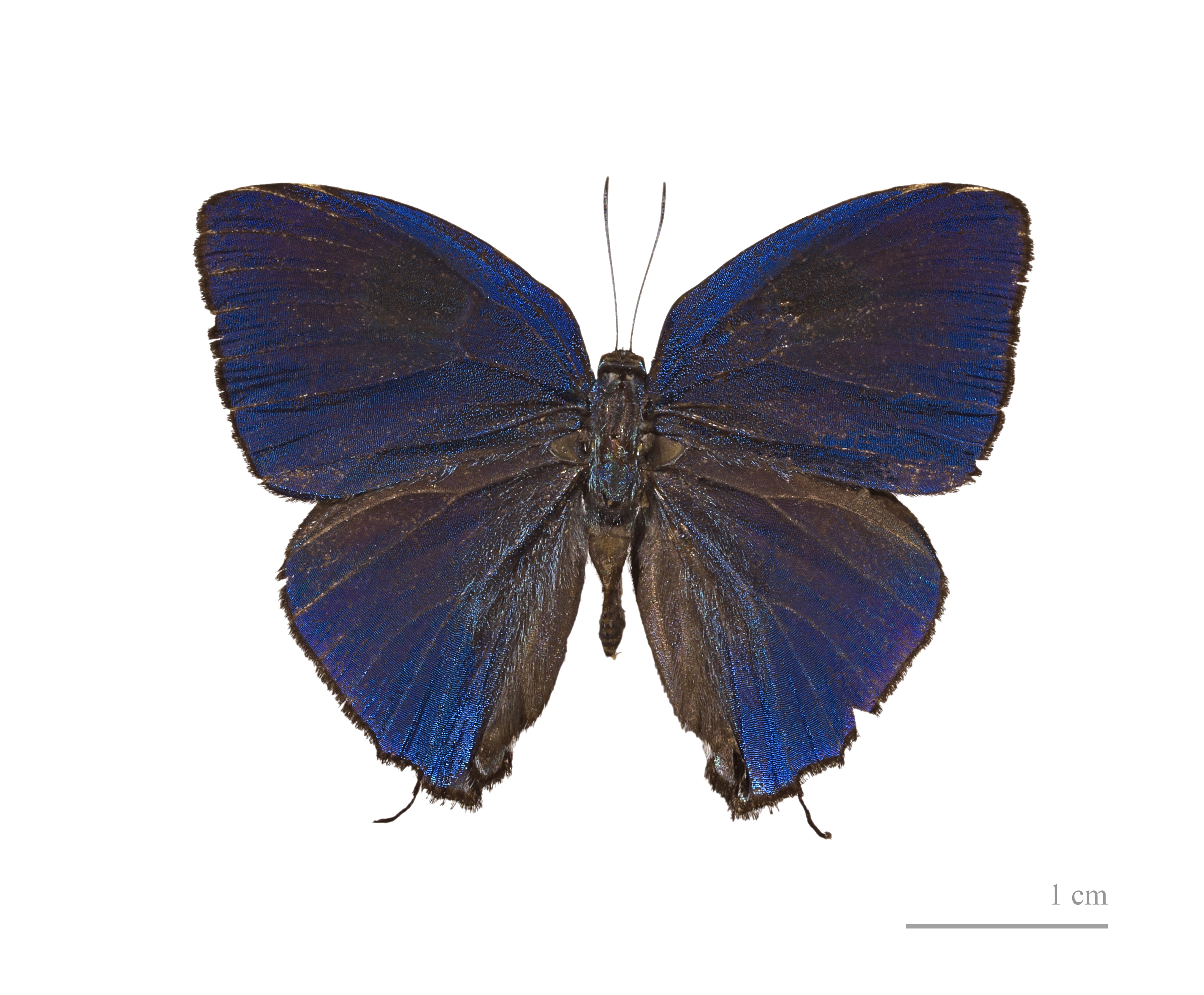
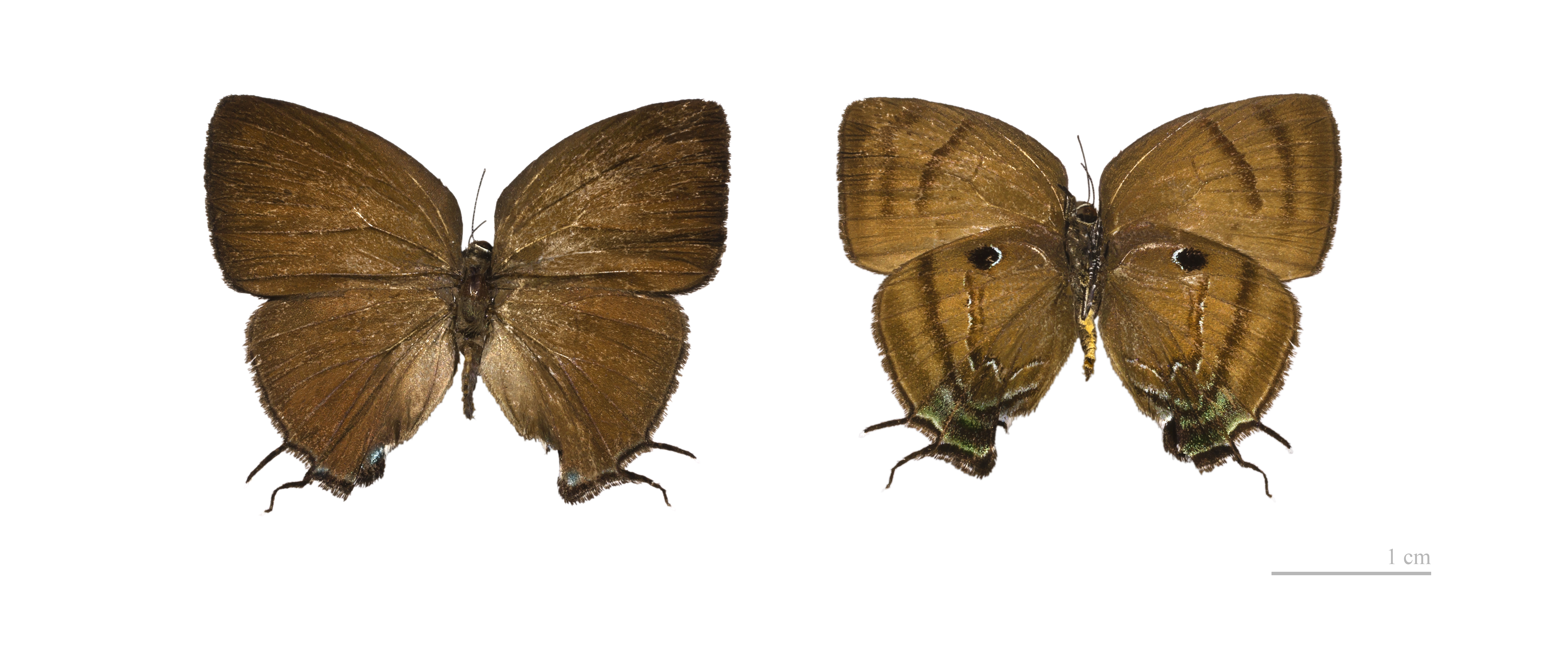
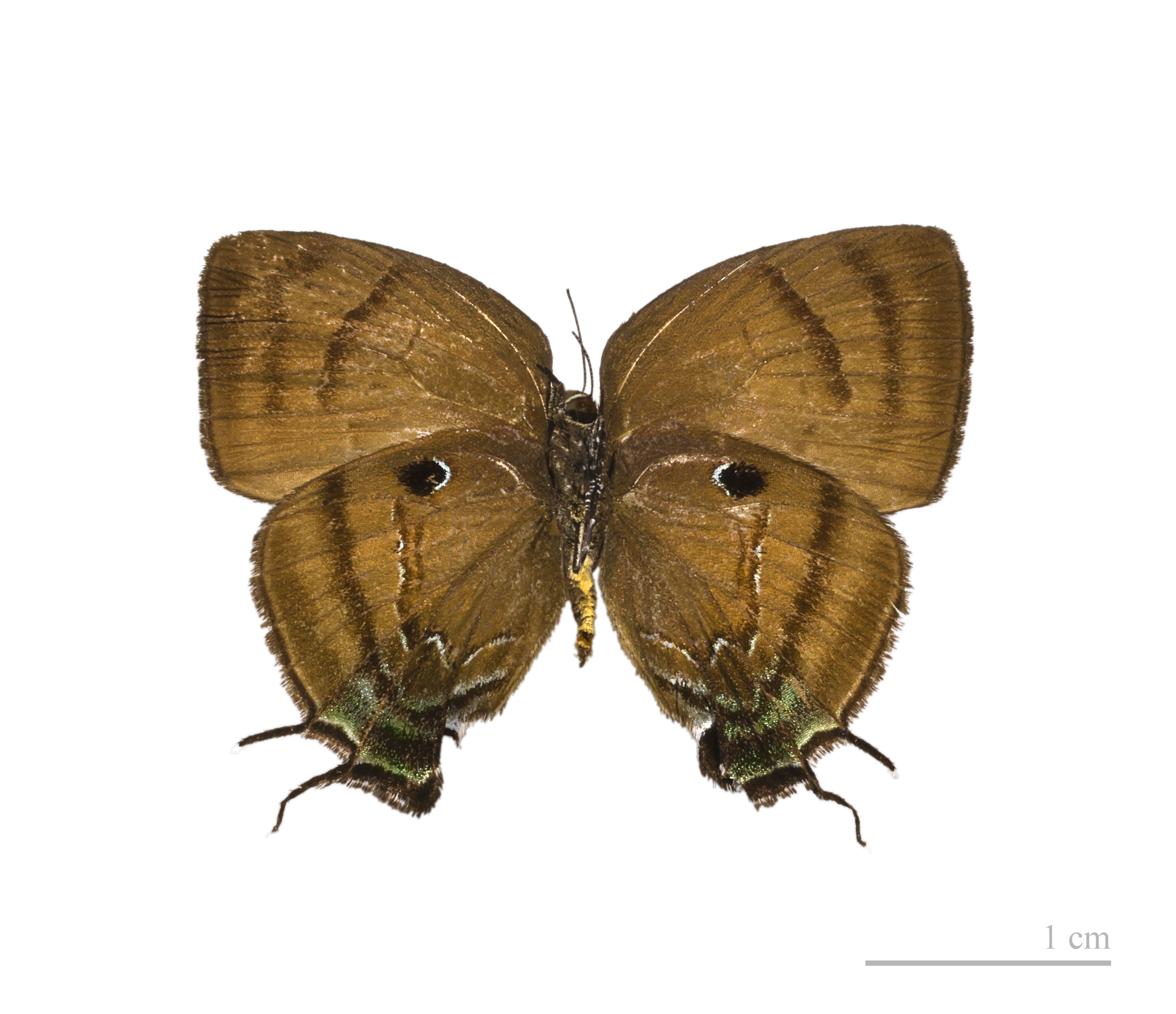
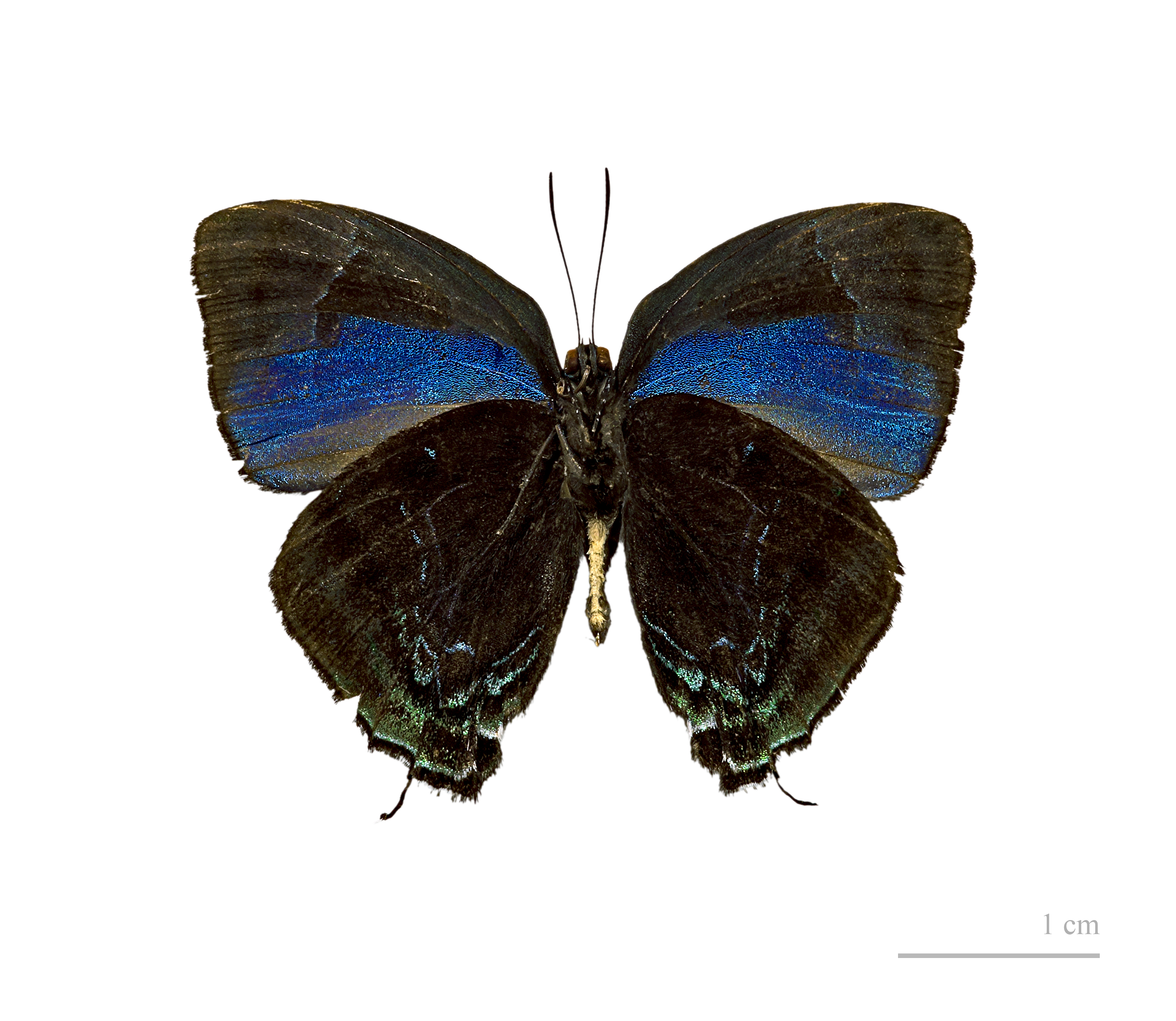
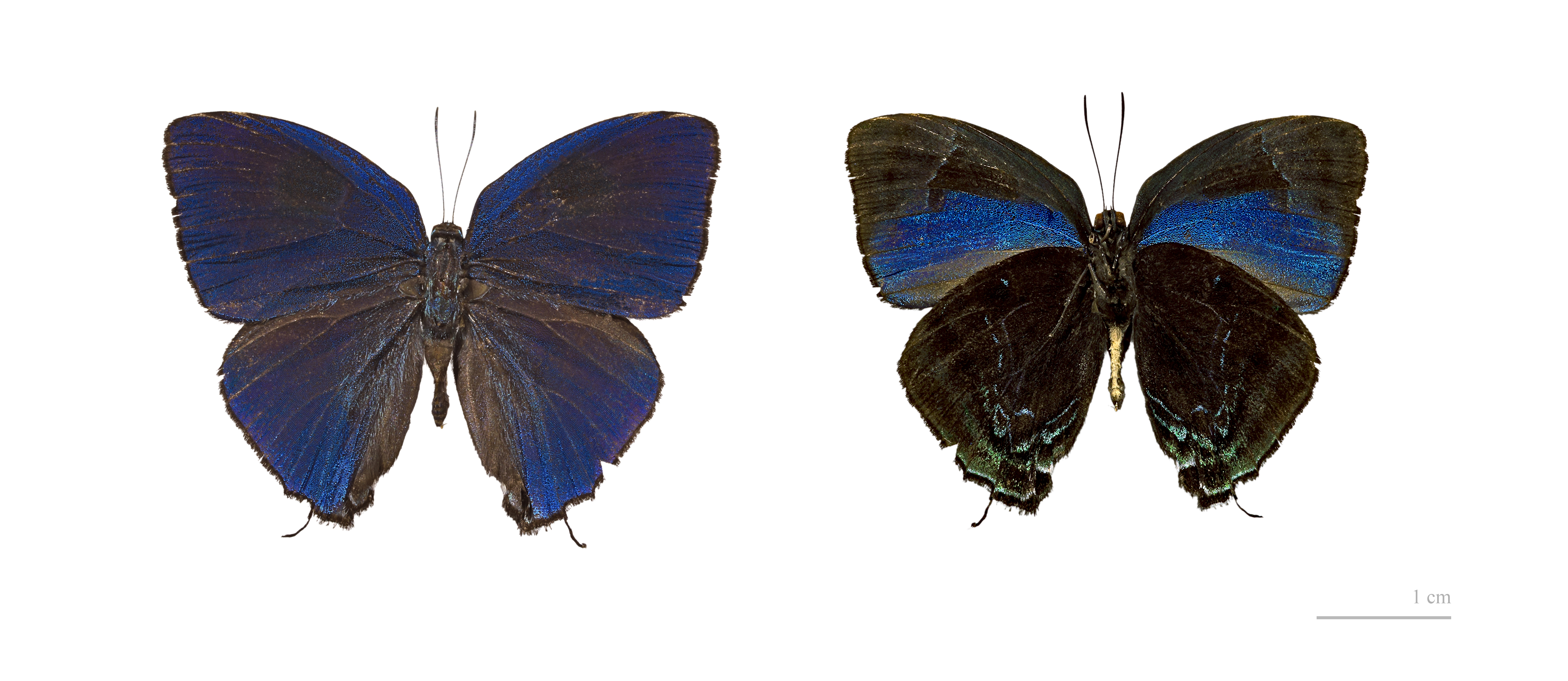